# Phyllosphingia jordani
Phyllosphingia jordani är en fjärilsart som beskrevs av Felix Bryk 1946. Phyllosphingia jordani ingår i släktet Phyllosphingia och familjen svärmare. Inga underarter finns listade i Catalogue of Life.